# Alan Walters
Alan Arthur Walters (ur. 17 czerwca 1926 w Leicester, zm. 3 stycznia 2009) – brytyjski ekonomista, znany jako były szef zespołu doradców Premier Margaret Thatcher w latach 1981–1984 oraz w 1989 r., gdy powrócił do kraju z USA. Pełnił funkcję wiceprezesa i dyrektora AIG Trading Group Inc.
Po służbie wojskowej uzyskał tytuł bakałarza na University of London. We wczesnych latach 60. jako profesor ekonometrii i statystyki Uniwersytetu Birmingham, był jednym z brytyjskich ekonomistów twierdzących, że pieniądz ma „istotne znaczenie” dla życia gospodarczego – pogląd ten został szerzej rozpowszechniony w okresie „Wielkiej Inflacji” w latach 70. Forsował poglądy, że Wielka Brytania powinna utrzymywać restrykcyjną politykę monetarną oraz podaż pieniądza nie powinna być przedmiotem manipulacji dla realizacji celów politycznych.
Po okresie pracy jako profesor w London School of Economics, w latach 1967–1976, Walters został doradcą gospodarczym Banku Światowego oraz wykładowcą Johns Hopkins University. W 1980 r. został desygnowany na doradcę gospodarczego Margaret Thatcher, posadę opuścił w 1984 r. Chociaż powrócił aby nadal doradzać Thatcher w 1989 r., to różnice zdań z Kanclerzem Skarbu, Nigelem Lawsonem doprowadziły do rezygnacji i dymisji ich obu w tym samym roku.
W 1990 roku Walters przepowiadał, że system ERM, do którego dołączyła Wielka Brytania, doprowadzi do kryzysu. Dwa lata później, we wrześniu 1992 roku nastąpiła Czarna środa i system był bliski upadku. Tak w 1981 r., jak i później Walters należał do wąskiego grona ekonomistów twierdzących, że europejska unia monetarna załamie się zupełnie.